# Stanisław Chrobot
Stanisław Chrobot – polski „Sprawiedliwy wśród Narodów Świata”.

## Życiorys
W trakcie II wojny światowej mieszkał wraz z mamą, Małgorzatą i młodszym bratem we wsi Włochy obok Pińczowa (województwo świętokrzyskie). Mimo młodego wieku wspierał matkę w pomocy  Żydowi, Mosze Klajnpalcy, który wykopał sobie ziemiankę na jej posiadłości. Do mieszkania Chrobotów trafił właśnie za sprawą Moszy, który kojarzył jego najbliższych. Wejście do kryjówki, z podnoszonym wiekiem, zlokalizowane było przy kuchni. Istniały ponadto trzy inne wyjścia. Stanisław wspierał matkę w pomocy Żydowi aż do opanowania miejscowości przez Armię Czerwoną w 1945 r.
29 grudnia 1992 r. Instytut Jad Waszem uhonorował Stanisława Chrobota medalem „Sprawiedliwy wśród Narodów Świata”.